# تينيسون (تكساس)
تينيسون (بالإنجليزية: Tennyson)‏ هي مدينة أمريكية تقع في ولاية تكساس.